# Olios punjabensis
Olios punjabensis là một loài nhện trong họ Sparassidae.
Loài này thuộc chi Olios. Olios punjabensis được miêu tả năm 1935 bởi Dyal.